# Amselgraben (Weibersbach)
Der Amselgraben ist ein linker, periodischer Zufluss des Weibersbaches im Landkreis Aschaffenburg im bayerischen Spessart.

## Geographie

### Verlauf
Der Amselgraben entspringt am Schloss Maisenhausen, südöstlich von Albstadt. Er verläuft entlang einer Baumreihe in südwestliche Richtung und mündet zwischen Albstadt und Michelbach in den Weibersbach.
Im Sommer führt der Amselgraben kein Wasser.

### Flusssystem Kahl
- Fließgewässer im Flusssystem Kahl